# Pszczew
Pszczew (deutsch Betsche) ist ein Dorf im Powiat Międzyrzecki der Woiwodschaft Lebus in Polen. Es ist Sitz der gleichnamigen Landgemeinde mit etwa als 4300 Einwohnern.

## Geographische Lage
Das Dorf liegt etwa 14 Kilometer nordöstlich der Stadt Międzyrzecz (Meseritz) zwischen dem Scharziger See und dem Klopsee in einem Landschaftsschutzpark.

## Geschichte

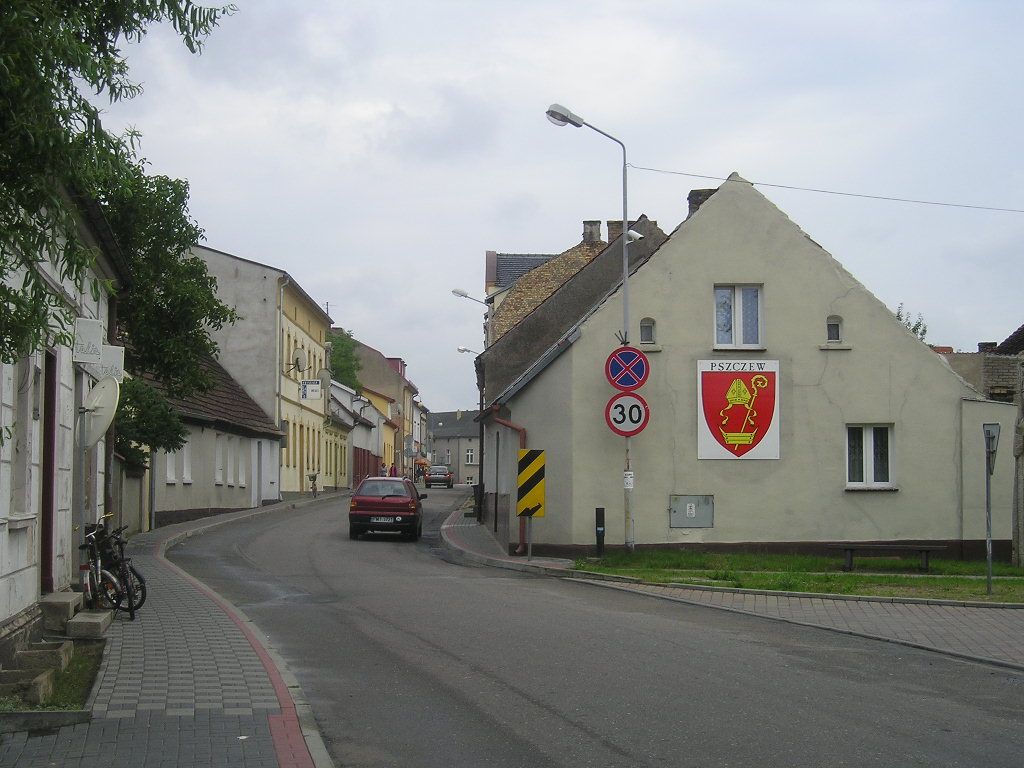
Straßenzug in Betsche

Archäologische Funde belegen, dass in der Vorzeit in der gewässerreichen Umgegend der heutigen Ortschaft verschiedene Siedlungen existiert hatten und dass hier bis zum 12. Jahrhundert Raseneisenerz gewonnen wurde. Der Ortsname ist slawischen Ursprungs und ist wahrscheinlich entweder von dem Wort für Biene oder von dem Wort für glänzend und schimmernd entlehnt.
An den Ort grenzt eine Schanze, bei der es sich um den Überrest einer wohl von den Pommern angelegten Wallburg  handelt, mit der die Landesgrenze des Herzogtums Pommern   gegen polnische Herrscher geschützt werden sollte. Eine Burganlage, die sich an der hier vorbeiführenden alten Handelsstraße befunden hatte, wurde zweimal zerstört.
1256 wird urkundlich ein capellanus de Pczew (Kaplan von Pczew) erwähnt. Eine weitere Erwähnung als deutsches Dorf erfolgte 1259; damals gehörte Betsche zu den Tafelgütern  des Bischofs von Posen. Der Auftrag zur Gründung einer Stadt soll 1288 erteilt worden sein; das zugehörige Dokument ist später verbrannt. 1289 wurde der Ort Sitz einer Propstei, die sechzig Orte umfasste und  sich bis an die Oder erstreckte. Am Anfang des 15. Jahrhunderts wurde das Stadtrecht vom Posener Bischof bestätigt. Während des Dreißigjährigen Kriegs wurde die Stadt wiederholt heimgesucht; auch hatte sie unter Seuchen zu leiden.
Am Ausgang des 18. Jahrhunderts befanden sich in der Stadt 107 Wohnhäuser, zwei öffentliche Gebäude und eine katholische Kirche, und sie beherbergte 581 Einwohner, zum Teil Polen. Unter den Gewerbetreibenden befanden sich dreizehn Branntweinbrenner, ein Bierbrauer, drei Bäcker, zehn Schneider, sieben Schuster, sieben Töpfer, ein Uhrmacher, ein Barbier, ein Fischer, drei Musiker, neun andere Handwerker und ein Krämer.
Nach der Zweiten polnischen Teilung kam das Gebiet an Preußen. Betsche war  eine von mehreren adligen bzw.  klerikalen  Besitzungen, deren Besitzer von der preußischen Regierung unter König Friedrich Wilhelm III. von Preußen mit der Begründung  der Beteiligung  am Kościuszko-Aufstand enteignet wurden; die eingezogenen Liegenschaften wurden in königliche Domänen umgewandelt und verschleudert. Die zuvor geistliche Besitzung Betsche ging an den Generalleutnant Fürst von Hohenlohe-Ingelfingen, der diese nun mittlerweile als klassisches Rittergut firmiert an den Politiker Baron Rudolf Hiller von Gaertringen weitergab. Das Gemeindegebiet  wurde zunächst der Provinz Südpreußen einverleibt,  gehörte danach zur Provinz Posen, wurde nach dem Ersten Weltkrieg in die Provinz Grenzmark Posen-Westpreußen eingegliedert und gehörte im Zeitraum 1938–1945 zum Landkreis Meseritz  in der Provinz Brandenburg.
Im 19. Jahrhundert gab es in Betsche eine katholische Kirche, eine evangelische Kirche und eine Synagoge, die um die Mitte des Jahrhunderts gebaut worden war.
Nach dem Zweiten Weltkrieg wurde Betsche unter polnische Verwaltung gestellt und in Pszczew umbenannt. Soweit sie nicht vor den näher rückenden Kriegsfront geflohen waren, wurden die deutschen Bewohner vertrieben.

## Einwohnerzahlen
- 1800: 0581, darunter Polen[1]
- 1816: 0958[1]
- 1837: 1174[1]
- 1858: 1770[1]
- 1871: 1809, vorwiegend Katholiken[5]
- 1885: 1942[6]
- 1925: 1720[6]
- 1939: 1740[6]
- 2006: 1826

## Sehenswürdigkeiten
- Ehemalige Synagoge, erbaut 1854
- Gut mit Gutshaus. Das Gutshaus geht auf einen um 1694 erbauten Sommersitz der Bischöfe von Posen zurück, den Rudolf[7] Hiller von Gaertringen[8] um 1830 klassizistisch umbauen ließ. Nach seinem Tod 1866 trug der Gutsbezirk, nun im Besitz seines Schwiegersohnes Dohna zur Erinnerung an ihn den Namen "Hiller-Gaertringen".[9]

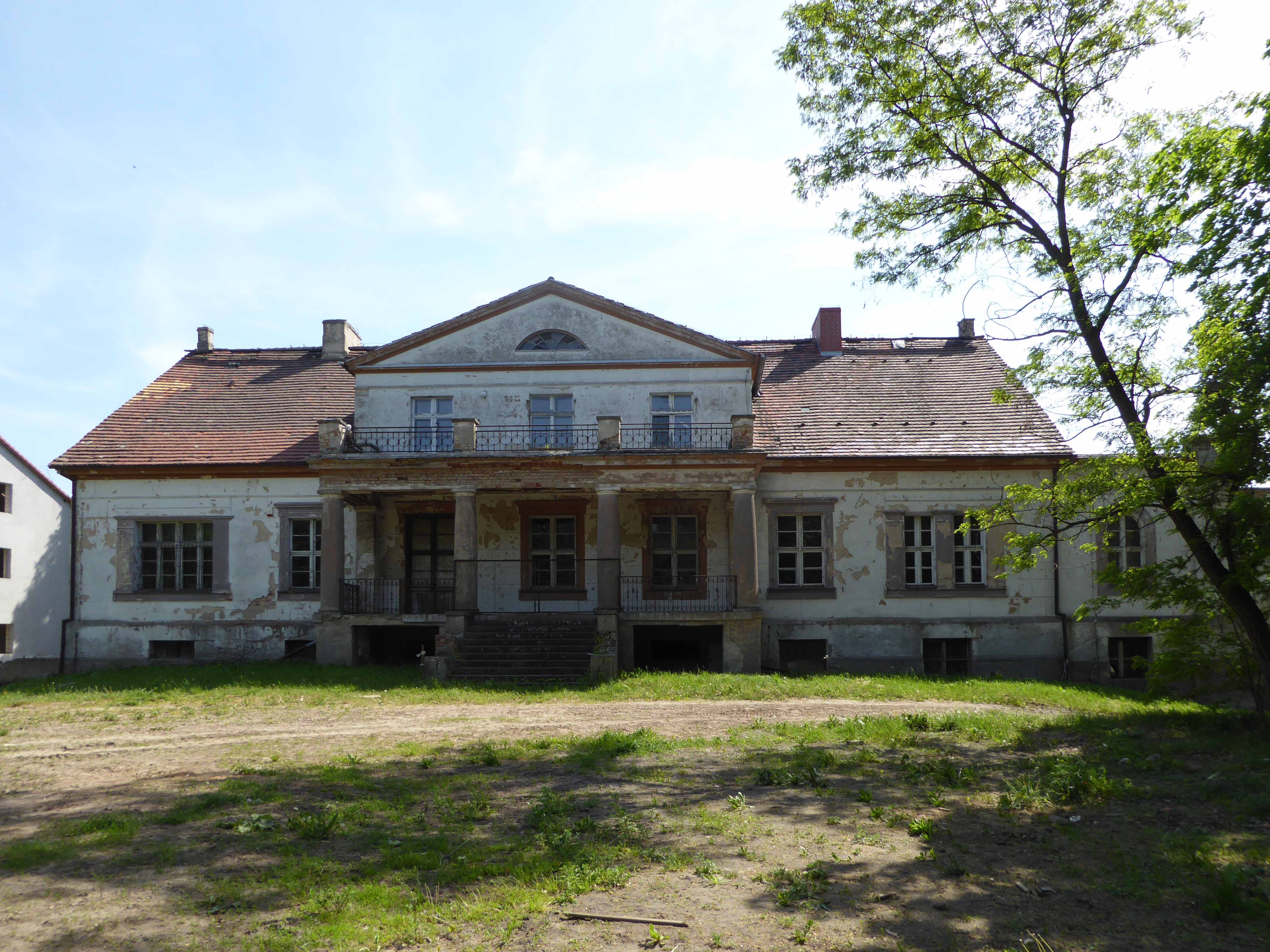
Gutshaus in Pszczew (Betsche), gebaut um 1830

- Ehemals evangelische Kirche, unweit des Gutshofs, eingeweiht 1865, zerstört 1968.

## Gemeinde
Zur Landgemeinde (gmina wiejska) Pszczew gehören 12 Dörfer mit Schulzenämtern (sołectwa).

## Persönlichkeiten
- Adam Dyczkowski (1932–2021), römisch-katholischer Bischof von Zielona Góra-Gorzów, Ehrenbürger von Pszczew seit 2010